# Carl August Wockatz
Carl August Wockatz, född 11 maj 1849 i Göteborg, död där ogift 21 juli 1909, var en svensk köpman och donator.
I enlighet med Wockatz önskan användes en del av hans efterlämnade förmögenhet till upprättande av Carl A. Wockatz barnhem, främst för barn födda utom äktenskapet. Hans syskon Justus och Emil Wockatz bestämde i augusti 1909 genom en så kallad arvsförening att nära 80 % av Wockatz efterlämnade förmögenhet skulle gå till en av dem ledd stiftelse, benämnd Carl A. Wockatz fond för barnhem. 
År 1911 inköptes bondhemmanet Hogar i Lurs socken, Göteborgs och Bohus län, som därefter dels omändrades, dels nyuppfördes där tre barnhem med tillhörande uthus jämte ladugård, ekonomibyggnad och en "storstuga", allt nära Kragenäs station, 23 kilometer söder om Strömstad. Varje hem var avsett för högst tolv barn, gossar och flickor, och stod under ledning av var sin husmor. Barnen, främst från Göteborg, mottogs mestadels helt små, ofta syskon. Det första hemmet började sin verksamhet i förhyrd lokal redan hösten 1910 och flyttade in i egen byggnad nyåret 1913. Barnen sysselsattes med alla de göromål, som förekom i och vid ett hem på landet; de fick således även hjälpa till på åker och äng, i ladugård och i trädgård. Det fanns även en liten skola vid barnhemmet. Barnen fick i allmänhet stanna vid hemmen, tills de konfirmerats och kunde försörja sig själva.